# Tom McGinnis
Thomas McGinnis, detto Tom o Tommy (Memphis, 27 novembre 1947 – Summerville, 6 giugno 2023), è stato un golfista statunitense.

## Biografia
Nasce a Memphis, nel Tennessee, frequenta l'Università del Tennessee e fu un membro della squadra di golf dell'università tra il 1967 ed il 1969. Nel corso della sua carriera partecipò a 49 PGA Tour, il cui miglior piazzamento fu un 5º posto nella finale nel 1976. Ha dedicato la sua vita principalmente all'insegnamento del golf presso diversi club in Tennessee, New York e in Florida. McGinnis ha ottenuto otto posizioni entro i primi 10, nella Champions, tra cui una vittoria, ma venne sconfitto da Hale Irwin in un playoff nel 1999. McGinnis ha lavorato come insegnante presso Pine Forest Country Club di Summerville, Carolina del Sud, ed è stato assistente dell'allenatore della squadra di golf Varsity al Pinewood Preparatory School.